# Messier 26
Messier 26 (M 26 o NGC 6694) és un cúmul obert en la constel·lació de l'Escut. Va ser descobert per Charles Messier el 1764.
L'M26 abasta uns 22 anys llum d'ample i està a una distància de 5.000 anys llum de la Terra. L'estrella més brillant és de magnitud aparent 11,9 i l'edat d'aquest cúmul ha estat calculada en 89 milions d'anys. Una característica interessant de l'M26 és una regió de baixa densitat d'estrelles prop del nucli, més probablement causada per un núvol fosc de matèria interestel·lar entre la Terra i el cúmul.